# حسنو
حسنو شلندر جي ، (1976-) موسيقار تركي وعازف محترف علي آلة الكلارنيت ، والبوق.

## عن حياته
ولد الفنان حسنو شلندر جي لعائلة غجرية في مدينة برغما التابعة لمحافظة أزمير على ساحل البحر الأبيض المتوسط. ، وهو ينحدر من سلالة متجذرة بعمق في التقاليد الموسيقية، فجده كان يعزف نفس الآلة وأبوه كان عازفاً للبوق، فُُفتن الصبي منذ نعومة أضافره وهو مازال في الخامسة من العمـر بآلة الكلارينت ، واستمر حتى كبر وتعرف جيداً على موسيقى بلاده.

## مشواره الموسيقي
إلتحق شلندر جي بمعهد الموسيقى التركي في جامعة إسطنبول سنة 1988 لدراسة الموسيقى لكنه لم يكمل دراسته بعد أربعة سنوات قضاها في الدراسة.
 ، وفي تلك الأثناء بدأ بالعزف في (الفرقة المغناطيسية) المشهورة والتي تأسست على يد الماسترو أوكاي تيميز وشاركت هذه الفرقة في العديد من المهرجانات وأصبحت سـفيراً للموسيقى التركية، كما شارك أيضاً مع الفرقة العالمية المعروفة (Embryo) واستمر بالتجوال معها ، كما رافق بعد ترك الدراسة العديد من الفنانين الأتراك البارزين سواء الحفلات الموسيقية أو في التسجيلات ، ومنهم على سبيل المثال: ازمير أردوغان، بولنت ارسوي وآخرين.
 ، وتماشياً مع اقتراح قدمه له بوزيتيف حينما كان يخدم في الجيش شكل حسنو فرقته (Laco Tayfa) وتعاون مع الفرقة الأمريكية المشهورة (Brooklyn Funk Essentials)
 ، وبعد ذلك أسس حسنو خماسي سمي (حسنو شلندر جي والأصدقاء) بهدف توصيل الموسيقى التركية إلى شرائح أوسع من المتلقين، لذا قام بالعديد من الجولات الموسيقية داخل وخارج تركيا.

## إلبومات
1. Brooklyn Funk Essentials / In The Buzzbag (1998)
2. Laço Tayfa / Bergama Gaydası (2000)
3. Laço Tayfa / Hicaz Dolap (2002)
4. Hüsn-ü Klarnet (2005)
5. Sunset Lounge EMI Arabia (2006)
6. Taksim Trio (2007)
7. Hüsnü Şenlendirici ve Trio Chios / Ege'nin İki Yanı (2010)
8. Hüsn-ü Hicaz (27 Ekim 2011)
9. Taksim Trio 2 (11.04.2013)

## روابط خارجية
- حسنو على موقع IMDb (الإنجليزية)
- حسنو على موقع ميوزك برينز (الإنجليزية)
- حسنو على موقع ديسكوغز (الإنجليزية)
- حسنو على موقع قاعدة بيانات الفيلم (الإنجليزية)